# Verwaltungsgemeinschaft Redwitz an der Rodach
In der Verwaltungsgemeinschaft Redwitz an der Rodach im oberfränkischen Landkreis Lichtenfels haben sich folgende Gemeinden zur Erledigung ihrer Verwaltungsgeschäfte zusammengeschlossen:
1. Marktgraitz, Markt, 1128 Einwohner, 3,75 km²
2. Redwitz a.d.Rodach, 3451 Einwohner, 14,66 km²

Sitz der Verwaltungsgemeinschaft ist Redwitz a.d.Rodach.
Bis 31. Dezember 1979 gehörten der Körperschaft außerdem die Marktgemeinde Marktzeuln und die Gemeinde Hochstadt am Main an; diese beide Kommunen sind seit 1. Januar 1980 zur Verwaltungsgemeinschaft Hochstadt-Marktzeuln zusammengeschlossen.